# نصف‌النهار ۲۸ درجه غربی
نصف‌النهار ۲۸ درجه غربی ۲۸مین نصف‌النهار غربی از گرینویچ است که از لحاظ زمانی ۱ساعت و ۵۲دقیقه با گرینویچ اختلاف زمانی دارد.
این نصف‌النهار از قطب شمال شروع و از مناطق زیر گذشته و به قطب جنوب ختم می‌شود.
- گرینلند
- اقیانوس اطلس